# Новые времена (партия)
Партия «Новые времена» (арм. Նոր ժամանակներ) — центристская политическая партия в Армении, возглавляемая Арамом Карапетяном.

## История
Дебютировав на парламентских выборах 2007 года, партия набрала всего 3,48% голосов избирателей и не получила мест в Национальном собрании Армении.
Партия не принимала непосредственного участия ни в каких последующих парламентских выборах в Армении с 2007 года. Партия официально бойкотировала парламентские выборы 2017 года  и отказалась от участия, назвав выборы «цирковым представлением».

## Идеология
Основная цель партии - сделать Армению могущественным государством в Кавказском регионе. Партия настроена решительно пророссийски и считает Россию самым сильным союзником Армении. Партия также выступает за улучшение демократии и социальной справедливости, создание независимой экономики, поддержание хороших отношений с Ираном и стремится углубить европейскую интеграцию Армении и отношения с Европейским Союзом. В 2011 году партия заявила о своей поддержке членства Армении в Евразийском экономическом союзе.